# زمین‌ناودیس

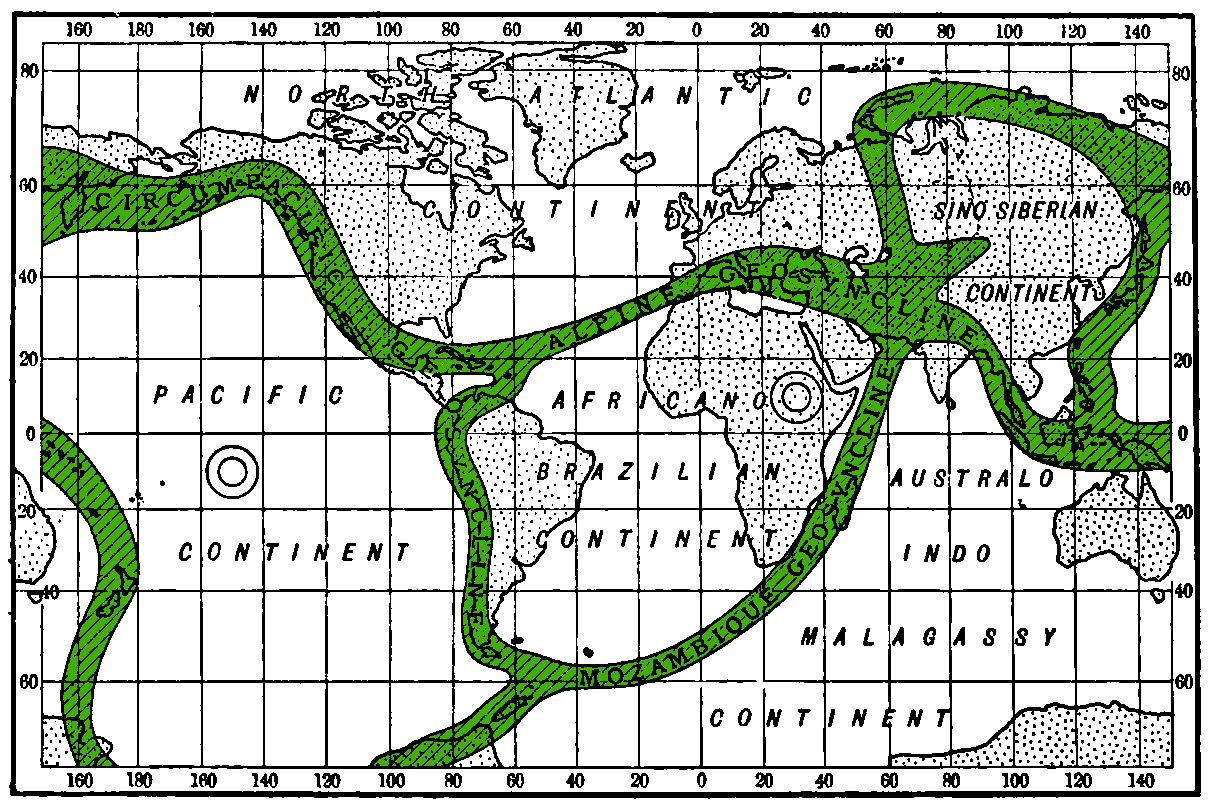
زمین‌ناودیس یا ژئوسنکلین

زمین‌ناودیس یا ژئوسنکلین (انگلیسی: Geosyncline) مفهومی زمین‌شناسی است که در سده‌های ۱۹ و ۲۰ میلادی و پیش از ارائه نظریه زمین‌ساخت صفحه‌ای ارائه شد. یک زمین‌ناودیس منطقه‌ای خطی و در حال فرونشینی است که از تجمع و نهشته‌شدن چینه‌های رسوبی در یک حوضه رسوبی تشکیل شده و سپس دچار فشردگی، تغییرشکل و بالاآمدگی به شکل یک رشته‌کوه همراه با فعالیت‌های آتشفشانی و ژرف‌توده‌ای شده‌است. پرشدن زمین‌ناودیس از رسوبات در آخرین مرحله رسوب‌گذاری با چین‌خوردگی، فشردگی و گسل‌خوردگی رسوبات همراه بوده‌است. نفوذ سنگ آذرین بلوری و بالاآمدگی محلی در امتداد محور فرورفتگی زمین‌ناودیس کامل‌کننده تاریخچه و نحوه تشکیل زمین‌ناودیس هستند. در مرحله بعد زمین‌ناودیس به شکل کمربندی از کوه‌های چین‌خورده در می‌آید. توالی‌های ستبر آتشفشانی به همراه ماسه‌سنگ گل‌خمیره‌ای (ماسه‌سنگ‌های غنی از قطعات سنگی و گِلی)، چرت و رسوبات دیگر نشان‌دهنده رسوب‌گذاری در محیط دریایی عمیق هستند.
زیرگونه‌ها: 
- زمین‌ناودیس آتشفشانی یا ایوژئوسنکلین (Eugeosyncline) منطقه وسیعی با فرونشینی زیاد است که در محدوده یک کمربند فعال آتشفشانی قرار دارد این رسوبات بخش عمیق همراه با سنگ‌های آذرین هستند. زمین‌ناودیس آتشفشانی، زمین‌ناودیسی است که در آن، فعالیت‌های آتشفشانی همراه با رسوب‌گذاری آواری می‌باشد بخش آتشفشانی یک ناب‌زمین‌ناودیس (orthogeosyncline) که دور از کراتون قرار گرفته‌است.

- زمین‌ناودیس ناآتشفشانی یا میوژئوسنکلین (Miogeosyncline) زمین‌ناودیسی است که در آن پدیده‌های آتشفشانی با رسوب‌گذاری با هم، همراه نیستند. به عبارتی بخش غیرآتشفشانی یک ناب‌زمین‌ناودیس است که در نزدیکی کراتن، قرار گرفته‌است.

زمین‌ناودیس ناآتشفشانی شیار یا فرورفتگی است که بین دو منطقه برآمده حوضه‌های اقیانوسی و کرایتونی محصور شده‌است به عبارت دیگر شامل یک رشته حوضه‌هایی است که در طول لبه کرایتون قرار دارند. به‌طور خلاصه رسوبات بخش کم عمق هستند که سنگ‌های آتشفشانی در آن دیده نمی‌شود.

## پیشینه
نظریه زمین‌ناودیس (ژئوسنکلینال) نخستین بار توسط زمین‌شناسان آمریکایی  جیمز هال و جیمز دوایت دانا در نیمه سده ۱۹ میلادی و طی مطالعات کلاسیک رشته‌کوه آپالاچی ارائه شد. دانا نخستین بار از اصطلاح ژئوسنکلینال برای اشاره به حوضه‌هایی که دارای فرونشینی تدریجی هستند، استفاده کرد. فرضیه ژئوسنکلینال سپس در اواخر سده ۱۹ و اوایل سده ۲۰ به شکل گسترده‌ای برای تشریح منشأ بیشتر رشته‌کوه‌ها مورد پذیرش قرار گرفت تا اینکه نظریات منطقه فرورانش، کوه‌زایی و برخورد قاره‌ای و زمین‌ساخت صفحه‌ای در دهه ۱۹۶۰ جایگزین آن شد. گرچه کاربرد این نظریه طی صد سال گذشته دچار تغییر شده ولی زمین‌ناودیس همچنان به مفهوم چاله بزرگ خطی وسیع در امتداد حاشیه قاره‌ای است که در بخش‌هایی از مناطق کوهستانی دچار تغییرشکل و بالاآمدگی شده‌است.